# Akademisches Gymnasium (Wiedeń)
Akademisches Gymnasium – szkoła średnia założona w 1553 roku, najstarsza szkoła średnia w Wiedniu o profilu humanistycznym i liberalnych poglądach w porównaniu z innymi tego typu szkołami w mieście. Obecnie uczy się tam około 610 uczniów w 24 klasach.

## Historia
W marcu 1553 roku jezuici otrzymali zezwolenie na założenie Akademisches Gymnasium. W owym czasie w gimnazjum przekazywano wyłącznie wiedzę na temat religii i praktyk wiary katolickiej. Nauczycielami byli jezuici, a szkoła znajdowała się naprzeciwko Uniwersytetu Wiedeńskiego (obecnie znajduje się tam Akademia Nauk), na terenach zakonu dominikanów. Językiem wykładowym była łacina.
W roku 1773 papież Klemens XIV rozwiązał zakon jezuitów, co spowodowało zmianę grona nauczycielskiego, jak i przedmiotów nauczania. Do programu nauczania wprowadzono historię, matematykę, język niemiecki, literaturę i geografię. Szkołę oddano w ręce pijarów. Nabrała wtedy charakteru świeckiego i powiał w niej nowy duch Oświecenia. Wprowadzono nowe metody pedagogiczne i dydaktyczne oraz opłaty za kształcenie.
W roku 1849, w wyniku reformy szkół średnich, wprowadzono, obowiązujący do dziś, nowy, ośmioletni program nauczania, zakończony egzaminem końcowym, czyli maturą. Pierwsza matura odbyła się w 1851 roku. Do dziś zachowano humanistyczny profil szkoły.

### Lata międzywojenne
Okres po I wojnie światowej był bardzo ciężki dla szkoły, gdyż groziło jej zamknięcie z powodu drastycznego spadku liczby uczniów. Udało się tego uniknąć, lecz na krótko, gdyż wraz z nadejściem w Austrii nazistów do władzy w roku 1938, los szkoły był znowu zagrożony. Wszyscy uczniowie pochodzenia żydowskiego byli zmuszeni opuścić szkołę, co zredukowało liczbę uczniów o 40 procent. Jednym z nich był późniejszy laureat Nagrody Nobla, Walter Kohn.

## Lokalizacja
W roku 1866 siedzibę szkoły przeniesiono do budynku na Placu Beethovena (Beethovenplatz) w pierwszej dzielnicy Wiednia, gdzie obecnie się znajduje. Szkołę, w stylu neogotyckim, zaprojektował architekt Friedrich von Schmidt, który jest również twórcą ratuszu miejskiego w Wiedniu.

## Znani absolwenci Akademisches Gymnasium
- Peter Altenberg – pisarz
- Paul Edwards – filozof amerykański pochodzenia austriackiego
- Paul Ehrenfest – fizyk i matematyk
- Hugo von Hofmannsthal – pisarz, poeta, dramaturg okresu modernizmu
- Hans Kelsen – prawnik i filozof prawa
- Walter Kohn – fizyk amerykański pochodzenia austriackiego, laureat Nagrody Nobla
- Titu Maiorescu – rumuński krytyk literacki, premier Rumunii w latach 1913 do 1914
- Tomáš Masaryk – pierwszy i najdłużej urzędujący prezydent Czechosłowacji
- Alexius Meinong – filozof
- Lise Meitner – fizyk
- Ludwig von Mises – przedstawiciel szkoły austriackiej w ekonomii
- Richard von Mises – amerykański matematyk pochodzenia austriackiego
- Johann Nepomuk Nestroy – aktor, pisarz, śpiewak operowy
- Erwin Ringel – lekarz, przedstawiciel psychologii indywidualnej
- Arthur Schnitzler – prozaik, dramaturg, lekarz
- Erwin Schrödinger – fizyk, laureat Nagrody Nobla
- Franz Schubert – kompozytor